# Lorenzo Bernardo
Lorenzo Bernardo (Venezia, 17 luglio 1534 – Venezia, 5 maggio 1592) è stato un ambasciatore italiano che compì missioni diplomatiche di particolare riservatezza a favore della Repubblica di Venezia.

## Biografia
Lorenzo nacque a Venezia da Sebastiano di Girolamo dei Bernardo, famiglia nobile veneziana che abitava la Ca' Bernardo fin dai primi anni del XVI secolo, dopo essersi arricchita con l'attività di vallicultura nella laguna conquistandosi una posizione nella società veneziana, e da Cecilia Cappello.
Lorenzo a soli dieci anni fu affidato Giovanni Cappello ambasciatore in Francia, e con lui si recò alla corte di Francesco II di Francia.
Rientrato a Venezia, si sposò con Agnese Mocenigo di Giovanni che gli dette tre figli, e intraprese, attraverso il cursus honorum, la carriera politica, interrotta con l'entrata in guerra di Venezia contro Cipro del 1571, quando Lorenzo venne nominato governatore di galeazza. Con il ritorno della pace, Lorenzo fece rientro a Venezia dedicandosi nuovamente all'attività politica essendo eletto nel 1574 savio di Terraferma.
Gli fu assegnata la carica di podestà a Verona, ruolo che eseguì con rigore riuscendo a liberare il territorio dalle scorribande di fuorilegge, che da qualche tempo creavano disordini. Questa sua capacità fu riconosciuta dalla Serenissima, che iniziò a considerarlo una delle persone più autorevoli e predisposte ad assumere incarichi particolarmente importanti e delicati. Fu quindi inviato come balio a Costantinopoli. I rapporti con l'Impero ottomano erano tranquilli, ed era volere della repubblica mantenerli tali: l'impero Ottomano era impegnato nella guerra con la Persia e non aveva nessun desiderio di impegnarsi su altri fronti, mentre Venezia voleva conoscere gli sviluppi politici e economici in oriente: il compito di Lorenzo era di mantenere questo rapporto di cordialità informando comunque la città lagunare. 

Lorenzo seppe adempiere pienamente il suo compito, sapendo anche mandare relazioni a Venezia circa lo sviluppo della situazione bellica e i commerci che si svolgevano nel Mediterraneo. Le galee venete erano frequentemente oggetto di pirateria, sarebbe stato importante convincere l'impero turco a collaborare nel ripristinare l'ordine nelle acque del Mediterraneo. Fu Bailo di Costantinopoli dal 1585 al 1587.
Nel 1588 fu nominato capitano a Brescia, ma l’incarico fu interrotto nel 1590 su richiesta dello stesso Bernardo: gli era infatti morto prematuramente il figlio Sebastiano. Lorenzo voleva aiutare i nipoti orfani in tenera età e la vedova Elena Vendramin, ma fu nuovamente incaricato dalla Serenissima per quello che fu sicuramente il compiuto più delicato della sua carriera.
A Costantinopoli era in quel tempo balio Girolamo Lippomano, che, a sua insaputa, era stato accusato dalla Repubblica di Venezia di due gravi reati: aver rivelato al re di Spagna segreti relativi alla flotta veneziana, e irregolarità nel commercio del grano. Il compito era delicato perché il Lippomano doveva restare all'oscuro delle accuse, per evitare che questi, anziché tornare da prigioniero a Venezia, si mettesse al servizio dei turchi.
Lorenzo Bernardo il 6 aprile 1591, salpò da Venezia, con una guardia armata del Consiglio dei Dieci. Non compì l'usuale viaggio verso Costantinopoli, ma scelse un percorso più ampio per cogliere il Lippomano di sorpresa. Il viaggio ebbe una durata di cinquanta giorni, via mare fino alle foci del Drin, proseguendo poi da Alessio via terra, giungendo a Salonicco e da lì fino a Costantinopoli. Il Lippomano era però stato avvisato di quest'arrivo, rimanendo comunque all'oscuro delle motivazioni, e si imbarcò accettando l'alternanza degli incarichi veneziani: si consideri che il Lippomano era stato ambasciatore in ben nove località europee. Solo durante la navigazione, al Lippomano furono comunicati i capi d'accusa che lo mettevano già agli arresti sulla nave, egli morirà gettandosi in mare quando era ormai visibile il lido veneziano, non si chiarirono mai però le cause della morte, se fosse veramente suicidio o omicidio.
Il Bernardo rimase qualche mese in Turchia informando la città lagunare degli armamenti e delle scelte politiche, sembra che i turchi volessero raggiungere un accordo con la Spagna, nel Mediterraneo. Egli aveva una capacità di sintesi e di chiarezza molto considerate nella città.
Tornato definitivamente a Venezia, fece parte del consiglio dei Savi, morendo il 5 maggio 1592.